# 田中浩子
田中 浩子（たなか ひろこ、1972年1月19日 - ）は、日本のダンサー、振付師、アートディレクター、歌手、エンターティナー。レビューカンパニーTokyo ROUGEの代表。カフェ&ダイニング「Shisui deux」店長。神奈川県出身。血液型B型。

## 略歴
ダンスチームの仲間と、レビューカンパニー・ウズメを設立。（当時のステージネームは「田中"H"浩子」。）演出家の松田道徳（現：久保田道徳）と出会う。ダンスと歌を中心とした内容で、六本木のライブハウスを中心に、天王洲アートスフィアや世田谷パブリックシアターでも公演。
レビューカンパニー・ウズメ解散後、新宿の劇場SPACE107からの要請により、遊々団ブランシャ（SPACE107のプロデュース集団）レビューカンパニーTokyo ROUGE発足。東京・大塚のイタリア・フランス創作料理店「Shisui deux（シスイ・ドゥ）」店長としても活躍。Shisui deuxでは、選抜ROUGEメンバーによるミニ・レビューショーなども開催。2012年より、東京・赤坂ブリッツでの公演を定期的に開催や、海外進出（ニューヨーク公演）を実施。

## 年表
2006年
- 2006年 3月- ルージュ旗揚げ公演 Waiting for@新宿SPACE107
- 2006年 12月- ワンダフル☆トウキョウ@新宿SPACE107

2007年
- 2007年 8月- メリーゴーラウンド トーキョウ@新宿SPACE107

2008年
- 2008年 2月- THE CARROUSEL REVUE!!@新宿SPACE107
- 2008年 5月- 1st.アルバム『メリーゴーラウンド☆トーキョウ』(ANYA-7014)

2009年
- 2009年 5月- スクラップマンションレビュー@新宿SPACE107
- 2009年 12月- スクラップラブ@新宿SPACE107

2010年
- 2010年 5月- ラブリサイクル@新宿SPACE107

2011年
- 2011年 2月- 新宿歌劇@新宿SPACE107
- 2011年 6月- チャリティレビュー@新宿SPACE107
- 2011年 9月- Palette Revue グランドフィナーレ@新宿SPACE107
- 2011年 9月- 2nd.アルバム『ROUGE☆Palette Revue』(ATBK-001)

2012年
- 2012年 1月- 新春レビューショー@新宿SPACE107
- 2012年 4月- ROUGEのFamily Affair@新宿SPACE107
- 2012年 6月- ROUGE NY公演
- 2012年 8月- ROUGEのマリッジ・ブルー@赤坂BLITZ
- 2012年 11月-TOKYOメリーゴーラウンドレビューDX@赤坂BLITZ

2013年
- 2013年 2月- 夢は咲いたか桜はまだかいなレビュー@Shisui deux
- 2013年 6月- PALETTE REVUE3D COLORS&SKY@赤坂BLITZ
- 2013年 11月- メリーゴーラウンドレビュー SKY&COLORS〜白夜の花火@赤坂BLITZ

2014年
- 2014年 6月- Pallete Revue第三弾 Wヒロイン・ドラマチックレビュー@大塚Shisui deux
- 2014年 11月- みちのくレビュー / 山形公演@山形ミュージック昭和Session
- 2014年 12月- みちのくレビュー / 秋田公演@能代市文化会館中ホール

2015年
- 2015年 6月- 大塚レビュー / 南大塚ホール

## 経歴
- 玉川大学教育学部保健体育専攻卒業。
- 玉川学園中学部の体育教師を3年間務める。デンマーク体操部、ダンス部、テニス部のコーチを掛け持つ。
- 退職後、玉川大学のチアダンス部JULIASのコーチを務め、全米大会3位へと導く。
- おやじダンサーズのパパイヤ鈴木の事務所、プランチャイムに準所属。
- サザンオールスターズ、ウルフルズ、及川光博等アーティストのバックダンサー&振り付けを行う。
- 森村学園初等部、中等部、高等部卒業。在学中は新体操部の副キャプテンを務めた。